# 23 Pułk Piechoty Obrony Krajowej
23 Pułk Piechoty k.k. Landwehry (niem. 23. Landwehrinfanterieregiment Zara lub 23 Landwehr Infanterie-Regimenter Zara.) – pułk piechoty Kaiserlich Königliche Landwehr. Okręg uzupełnień – Szybenik, Zadar (niem. Zara).
Pułk został utworzony w 1893 roku jako niemiecki pułk Obrony Krajowej. W latach 1906–1912 nosił imię 23. Landwehrinfanterieregiment Sebenico.
Kolory pułkowe: trawiasty (grasgrün), guziki srebrne z oznaczeniem 23. W lipcu 1914 roku skład narodowościowy pułku: 82% – Chorwaci i Serbowie.

## Dyslokacje

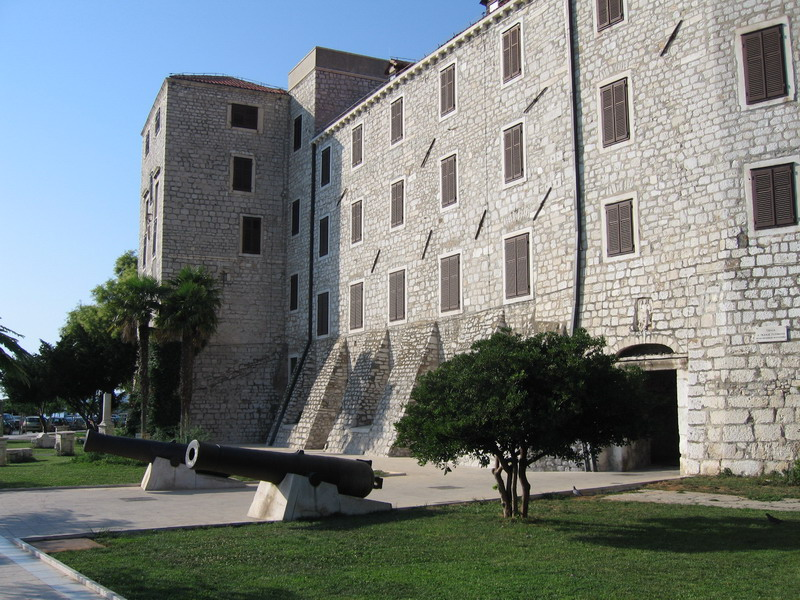
Koszary Obrony Krajowej w Szyberniku

### Dyslokacja w latach 1903–1906
Dowództwo oraz batalion I w Zadarze. II batalion w Sinju, III i IV batalion w Dubrowniku.

### Dyslokacja w latach 1907–1912
Dowództwo oraz batalion II w Szybeniku. I batalion w Zadarze.

### Dyslokacja w latach 1913–1914
Dowództwo oraz batalion I w Zadarze. II batalion w Szyberniku, a w 1914 roku został przeniesiony do Zadaru.

## Dowódcy pułku
- 1903–1907 – płk Wilhelm Gf. Attems-Petzenstein
- 1908–1910 – płk Johann Sauerwein
- 1911–1912 – płk Johann Edl. v. Sauerwein
- 1913–1914 – płk Alfred Pleskott

## Przydział w sierpniu 1914 roku
5 Brygada Piechoty Austro-Węgier, 18 Dywizja Piechoty Austro-Węgier, III Korpus Austro-Węgier.